# Antonio Solalinde
Antonio García Solalinde (Toro, Zamora, 28 de diciembre de 1892 - Madison, Wisconsin, 13 de julio de 1937) fue un filólogo y medievalista español. 

## Biografía
Doctor en Letras por la Universidad Central de Madrid. Alumno y profesor después del Centro de Estudios Históricos y ayudante de Ramón Menéndez Pidal. Estuvo pensionado por la Junta de Ampliación de Estudios en Portugal, Italia y Alemania
. Recorrió los Estados Unidos dando conferencias sobre literatura española en las Universidades de Columbia, Míchigan, California, Stanford, Wisconsin, Harvard, Cornell... Fue director de la Escuela Española de Historia y Arqueología en Roma (EEHAR) y un importante colaborador en la Revista de Filología Española. Además, se desempeñó como profesor en diversas universidades de los Estados Unidos, donde difundió la literatura medieval española. 
Entre sus trabajos destacan una edición de los Milagros de Nuestra Señora de Gonzalo de Berceo y diversos artículos relativos a la obra del rey Alfonso X, como "El códice florentino de las 'Cantigas' y su relación con los demás manuscritos" y la "Intervención personal de Alfonso X en la redacción de sus obras". Editó además el Viaje de Turquía, el Calila e Dimna, Cien romances escogidos etc. Tradujo del italiano el Cervantes de Paolo Savj-López en 1917 y la Legislación Bolchevista. Leyes y decretos promulgados por el gobierno de los Soviets (Madrid, hacia 1912). Murió en Estados Unidos el 13 de julio de 1937 a los 45 años de edad.

## Obras
- «Fragmentos de una traducción portuguesa del Libro de Buen Amor de Juan Ruiz», Separata facticia de 6 hh. de la Revista de Filología Española. Madrid, 1914.
- «Intervención de Alfonso X en la redacción de sus obras». Revista de Filología Española (2): 283-288. Madrid, 1915.
- Cien romances escogidos (Carolingios - Relativos a la historia de España - Novelescos). Selec. y pról. de Antonio G. Solalinde. Madrid, Jiménez-Fraud Editor, [ca. 1916], 260 p., Colección Granada. 16 cm. Muy reimpreso.
- Calila e Dimna. Fábulas. Antigua versión castellana. Prólogo y vocabulario de Antonio G. Solalinde. Madrid, Calleja, 1917. Edición facsímil en línea en Biblioteca Digital Hispánica.
- Cristóbal de Villalón, Viaje a Turquía. Edición y prólogo de Antonio G. Solalinde. Madrid: Calpe, 1919, 2 vols.
- Alfonso X el Sabio,  prólogo, selección y glosarios de Antonio G. Solalinde. Madrid, Jiménez-Fraud Editor (Imp. Clásica Española), 1922, 2 vol., 275+233 p., Colección Granada. 15 cm.  Edición facsímil en línea en Biblioteca Digital Hispánica.
- Gonzalo de Berceo, Milagros de Nuestra Señora. Edición y notas de A. G. Solalinde. Madrid, Ed. de La Lectura, 1922, reimpreso posteriormente por Espasa Calpe en la colección Clásicos Castellanos.
- Alfonso el Sabio, General estoria. Primera parte, edición de Antonio García Solalinde. Madrid: Junta para Ampliación de Estudios e Investigaciones Científicas, Centro de Estudios Históricos, 1930, 27 cm. Edición facsímil en línea en Biblioteca Digital Hispánica.
- Antonio G. Solalinde. Antología de Alfonso X El Sabio. Espasa-Calpe, colección Austral, n.º 169. En Buenos Aires: 1941 (1.ª ed), 1943 (2.ª ed.), 1946 (3.ª ed.). En Madrid, 1960 (4.ª ed.), 1966 (5.ª ed.), 1977 (6.ª ed.), 1980 (7.ª ed.). Corresponde a la selección realizada para la edición de 1922 de Jiménez-Fraud Editor, ya que al autor había fallecido en 1937.